# Festa da Melancia de Arroio dos Ratos
A Festa da Melancia é uma festa brasileira que celebra a safra da fruta mais característica da Região Carbonífera do estado do Rio Grande do Sul. Realizado pela Associação dos Produtores de Melancia (APROME) em parceria com a Prefeitura Municipal e outras entidades, o evento é o mais tradicional da cidade de Arroio dos Ratos.

## História
Inicialmente, em meados de 1940, a produção da melancia era de caráter familiar no então distrito de Arroio dos Ratos. Com o declínio da extração do carvão mineral na década de 60, a atividade torna-se alternativa para os trabalhadores da minas. Em 1983, idealizada por Jânio
Guedes da Silveira e integrantes da família Dalbem, é realizada a primeira Festa da Melancia, cujo slogan era: “Melancia: nascimento de uma nova esperança para o produtor e a comunidade".